# Pararge chosensis
Pararge chosensis är en fjärilsart som beskrevs av Matsumura 1929. Pararge chosensis ingår i släktet Pararge och familjen praktfjärilar. Inga underarter finns listade i Catalogue of Life.